# Wapen van Sint-Michielsgestel (gemeente)
Het wapen van Sint-Michielsgestel heeft sinds 1817 drie verschillende varianten gekend. Op het eerste wapen stond St. Michaël op het wapen, het tweede had hem als schildhouder en het derde, huidige wapen vertoont geen engel maar uitsluitend een kruis. Dit wapen werd op 16 augustus aan de huidige gemeente Sint-Michielsgestel toegekend.

## Blazoeneringen
Sinds de toekenning van het eerste wapen in 1817 zijn verschillende wapens aan de gemeente Sint-Michielsgestel toegekend. Het eerste wapen werd in 1947 vervangen en het huidige wapen werd in 1996 aan de gemeente toegekend. Sindsdien fungeert het tweede wapen als dorpswapen voor de plaats Sint-Michielsgestel.

### Wapen van 1817
Het wapen dat op 16 juli 1817 aan de gemeente Sint-Michielsgestel werd toegekend had de volgende beschrijving:
Van lazuur, beladen met een engel, staande op een draak, houdende in deszelfs regterhand een kruis, waaraan is hangende Gelderland, en in de linker een schild, alles van goud.
Het schild was blauw van kleur met daarop een staande engel. In zijn rechterhand heeft hij een kruis(staf) vast, aan dat kruis hangt een klein schild met daarop het wapen van Gelderland, dat in de tekening echter is ingekleurd als het wapen van Holland. In zijn rechterhand houdt hij een schild vast. De engel staat op een draak. De engel, zijn attributen en de draak zijn allemaal goud van kleur. Deze kleurstelling: goud op blauw is afkomstig van het rijkswapen.

### Wapen van 1947
Het tweede wapen dat Sint-Michielsgestel toegekend kreeg werd op 2 oktober 1947 aan de gemeente toegekend. De omschrijving luidt als volgt:
Gedeeld: I in lazuur een kruis van zilver, II in goud een beurtelings gekanteelde dwarsbalk van keel, Het schild gedekt door een gouden kroon van 3 bladeren en 2 parels. Als schildhouder, ter rechterzijde van het schild staande, de aartsengel Michael met gelaat en handen van natuurlijke kleur, zwarte maliënkolder, waarvan de beneden helft over bedekt met een wit opperkleed, het hoofd gedekt door een zilveren helm, houdende in de rechterhand een vlammend zwaard met de punt naar beneden gericht, terwijl de linkerhand het schild vasthoudt.
In het tweede wapen is Sint Michaël van een wapenfiguur naar schildhouder veranderd. Het kruis is het symbool voor Sint Michaël en de gekanteelde dwarsbalk is het wapen van de heren van Herlaer.

### Wapen van 1996
Het huidige wapen werd op 16 augustus 1996 door de Hoge Raad van Adel aan de gemeente Sint-Michielsgestel toegekend. De blazoenering van het wapen luidt als volgt:
Gevierendeeld van azuur en zilver en over alles heen een kruis van het een in het ander. Het schild gedekt met een gouden kroon van drie bladeren en twee parels.
Het wapen is in vier delen gedeeld, deze zijn afwisselend blauw of zilver van kleur. Het eerste kwartier is blauw, het tweede is zilver, het derde is eveneens zilver en het vierde is blauw. Over alle vlakken is een kruis geplaatst in de tegengestelde kleur: dus in het eerste vak is het kruis zilver, in het tweede en derde blauw en in het vierde weer zilver. Op het schild staat een gouden kroon bestaande uit drie bladeren met daartussen in totaal twee parels. Hoewel de gemeente het recht had om een schildhouder te voeren is ervoor gekozen deze niet langer te gebruiken.

## Geschiedenis
Een eerste zegel van het gebied is bekend van de schepenbank van Gestel, een van de twee heerlijkheden waar Sint-Michielsgestel uit voort is gekomen. De andere heerlijkheid, Herlaer, had geen eigen zegel. In de 15e eeuw zijn de twee heerlijkheden samengevoegd tot een, want alleen de naam Sint-Michielsgestel kwam vanaf die tijd nog voor. Een eerste bekende zegel is van Gestel uit 1386, deze vertoont reeds een voorstelling met Sint Michaël die een draak doodt. Dit zegel vertoont een schild met daarop het wapen van de familie Horne-Perwijs: drie hoorns met daarboven een barensteel. Vanaf 1419 kwam er boven het schild tevens een zespuntige ster te staan. In 1618 werd het wapen van de familie Horne-Perwijs vervangen door dat van de familie Van den Bergh. Dat wapen is gelijk aan het wapen van Bergh. Op latere zegels stond alleen de aartsengel nog afgebeeld.
Bij de aanvraag van het wapen in 1815 werd het zegel uit 1618 gebruikt, omdat er geen kleuren bekend waren werd het wapen in rijkskleuren verleend. De leeuw had de kleur van de Hollandse leeuw, onderwijl werd deze omschreven als die van Gelderland, maar het had de leeuw van Bergh moeten zijn.
In het tweede wapen, aangevraagd naar aanleiding van een wapenherziening, is de aartsengel van het schild verplaatst naar naast het schild, toch komt zijn symboliek ook terug in de vorm van het kruis op het wapen. Daarnaast staat het oorspronkelijke wapen van de heren van Herlaer.
In het huidige wapen is sint Michaël alleen nog terug te herkennen in de symboliek. Het blauwe schild met daarop een zilveren kruis is het symbool voor Sint Michaël. Er is voor dit wapen gekozen omdat de wapens van Sint-Michielsgestel, Berlicum en Den Dungen onhaalbaar zou zijn; er zou geen rustig wapen uit komen. Wel zijn de oude wapens aangebleven als dorpswapens.